# Xiaojie Xiang (socken i Kina)
Xiaojie Xiang (kinesiska: 晓街, 晓街乡) är en socken i Kina. Den ligger i provinsen Yunnan, i den sydvästra delen av landet, omkring 260 kilometer väster om provinshuvudstaden Kunming. Antalet invånare är 39 505. Befolkningen består av 18 856 kvinnor och 20 649 män. Barn under 15 år utgör 21,0 %, vuxna 15-64 år 71 %, och äldre över 65 år 7,0 %.
Genomsnittlig årsnederbörd är 1 177 millimeter. Den regnigaste månaden är juli, med i genomsnitt 300 mm nederbörd, och den torraste är januari, med 10 mm nederbörd.